# Agapanthusterra
Agapanthusterra is het debuutalbum van de Belgische spacerock-band Quantum Fantay. Het album verscheen in mei 2004.

## Nummers
1. "T.N.S.F.P." (3:48)
2. "Lantanasch" (7:34)
3. "Spiral Flame" (5:44)
4. "Agapanthusterra" (8:00)
5. "Wintershades" (6:19)
6. "Trip Escape" (4:46)
7. "Wais Dame Dilamp" (4:31)
8. "Chase The Dragon" (6:28)

## Bezetting
- Pieter van den Broeck: synthesizer, Turkse saz, vocoder
- Wouter De Geest: basgitaar, saz
- Dario Frodo: gitaar
- Gino Verhaegen: drums
- Karel Slabbaert: fluit